# Sentimentalität

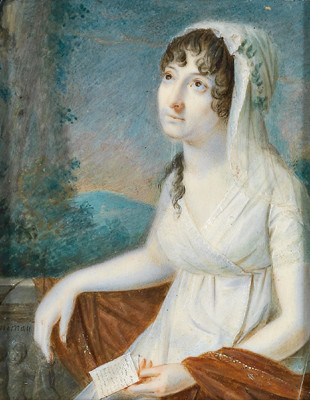
Bildnis einer verträumten jungen Frau, einen Liebesbrief haltend. Gemälde von Christian Hornemann (Kopenhagen 1765–1844), um 1800.

Sentimentalität (von französisch le sentiment = „Gefühl“, „Stimmung“) ist eine Gemütsverfassung, die durch Rührung gekennzeichnet ist. Sie nimmt ihren äußeren Anlass zum Vorwand, um sich dann in sich selbst hineinzusteigern; also ein Schwelgen in meist wohligen, sehnsüchtigen, romantischen und leidenschaftlichen Gefühlen, aber auch Melancholie. Sentimentalität ist somit eine Form der emotionalen Selbststimulation ohne Handlungsantrieb. Dieser psychische Mechanismus kann zum Beispiel dazu verleiten, bestehende Belastungssituationen passiv zu ertragen, sich zu trösten oder Konflikte zu ignorieren, statt sie tatsächlich durchdenken oder angehen zu müssen.
Die „Sentimentalisierung des Selbst“, die Fokussierung auf das leidende Ich, macht dieses zum Objekt. Das schädigt andere zwar nicht direkt, kann aber eigene Aktivitäten blockieren, die das Leiden anderer mindern könnten, oder sich durch Gefühlsansteckung negativ auf Interaktionspartner auswirken. Erich Fromm definiert Sentimentalität als „Gefühl unter der Voraussetzung völliger Distanziertheit. [...] Man fühlt zwar, aber man ist nicht wirklich und konkret auf etwas in der Realität bezogen.“.
Eine besondere Form der Sentimentalität ist die Melancholie – eine dunkle grüblerische Seelenstimmung, die sich oft um Tod und Jenseits dreht und dabei zugleich als lustvoller Zustand empfunden wird.

## Sentimentalität in der Literatur

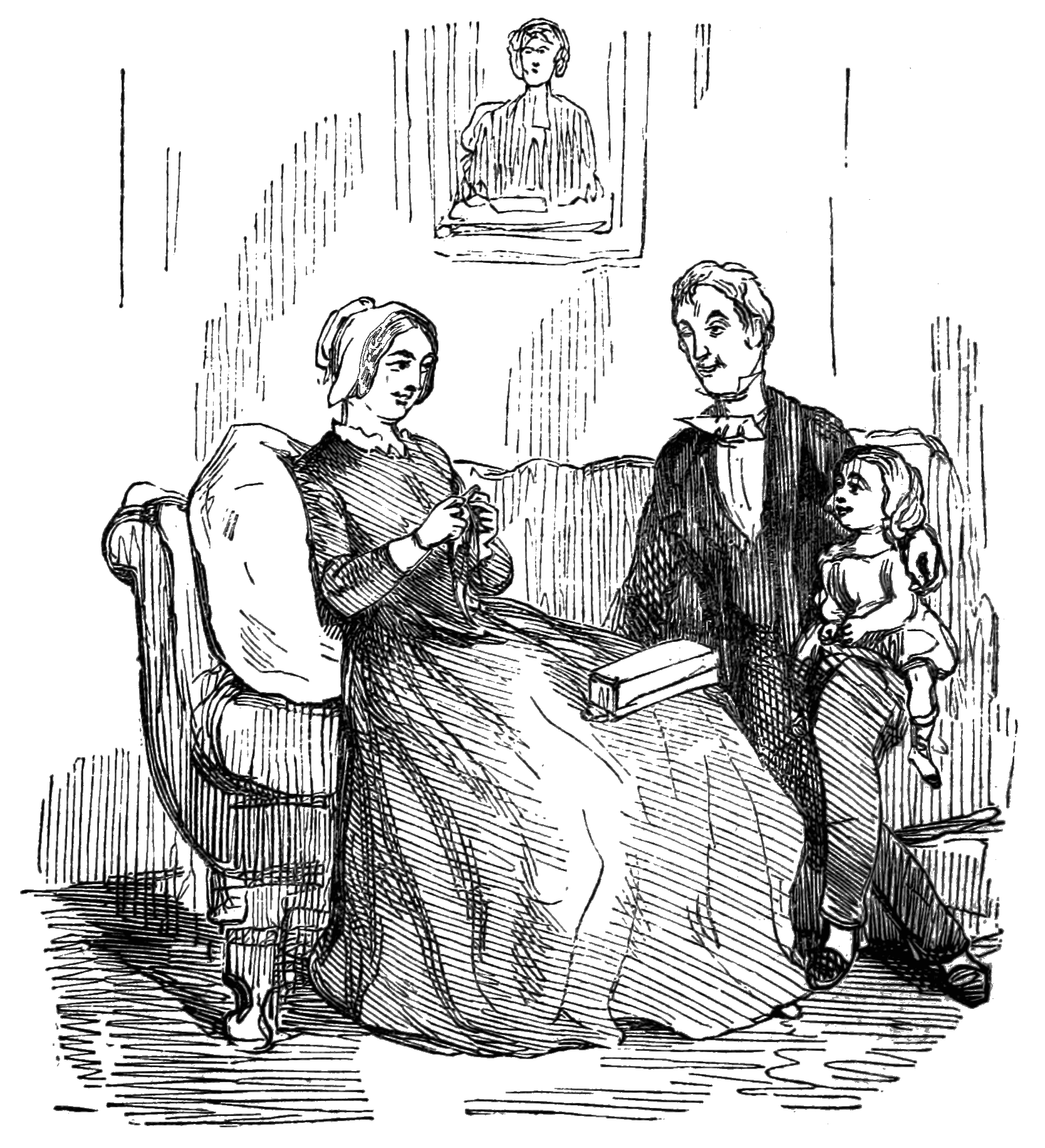
Illustration aus Vanity Fair, Erstausgabe 1848

Die Sentimentalität in der Literatur, die Vorliebe für überschwängliche Gefühle in Verbindung mit stark moralisch gefärbtem Denken, wie sie sich im Zeitalter der Empfindsamkeit entwickelt, steht im Zusammenhang mit dem Aufstieg der bürgerlichen Familie und einer Phase der Sublimierung des Geisteslebens, die sich mit der Kritik am cartesianischen Rationalismus verbindet. Der Sozialhistoriker Otto Brunner führt die Entstehung der Sentimentalität im Anschluss an Max Wieser auf das Auseinanderfallen des vom Mann dominierten Ganzen Hauses bzw. erweiterten Haushalts, der in Westeuropa den Lebensunterhalt von Großfamilie und Gesinde sicherstellte, in männlich bestimmte rationale Betriebsformen einerseits und weiblich dominierte gefühlsbetonte Familienbeziehungen andererseits zurück.
Der Begriff sentimental wurde in England um die Mitte des 18. Jahrhunderts geprägt. Der sentimentale Roman, dessen Hauptvertreter: Samuel Richardson mit dem auch in Deutschland verbreiteten Briefroman Clarissa, or the History of a Young Lady (1748) war, entstand um die Mitte des 18. Jahrhunderts in England. In dieser Zeit wurde das englische Adjektiv sentimental geprägt, das zunächst moralische Tugend bezeichnete. 1768 erschien Laurence Sternes A sentimental Journey through France and Italy, das eine Fülle von sinnlichen Erfahrungen mit der „Anteilnahme des Herzens“ verknüpft und zur Entdeckung neuer Bereiche des Seelenlebens beitrug. Ein Vorläufer des sentimentalen Romans in Frankreich ist Manon Lescaut (1731) von Abbé Prévost.
Henry Fielding parodierte bereits in den 1740er Jahren Richardsons Tugendromane, die er als moralisch heuchlerisch empfand. In den 1770er Jahren kam es zu einer Abwertung des Begriffs „sentimental“, der im Englischen zunehmend im Sinne von falschem Mitleid oder unechtem Gefühl gebraucht wurde. Noch Goethe verwendete den Begriff im Sinne der deutschen Empfindsamkeit allerdings uneingeschränkt positiv. Für Schiller ist „sentimentalische“ Dichtung das Gegenteil von „naiver“ Dichtung. Während diese nur die „trockene Wahrheit“ ausspricht, reflektiert der sentimentalische Dichter den „Eindruck, den die Gegenstände auf ihn machen, und nur auf jene Reflexion ist die Rührung gegründet, in die er selbst versetzt wird und uns versetzt“, seine Dichtung reflektiert und projiziert also nur ursprünglichere Gefühle. Dieses Naive, Natürliche sei jedoch in der Gegenwart nicht wiederholbar: „Unser Gefühl für Natur gleicht der Empfindung des Kranken für die Gesundheit.“ Friedrich Schlegel integrierte das sentimentale Gefühl in seine Definition des Romantischen.

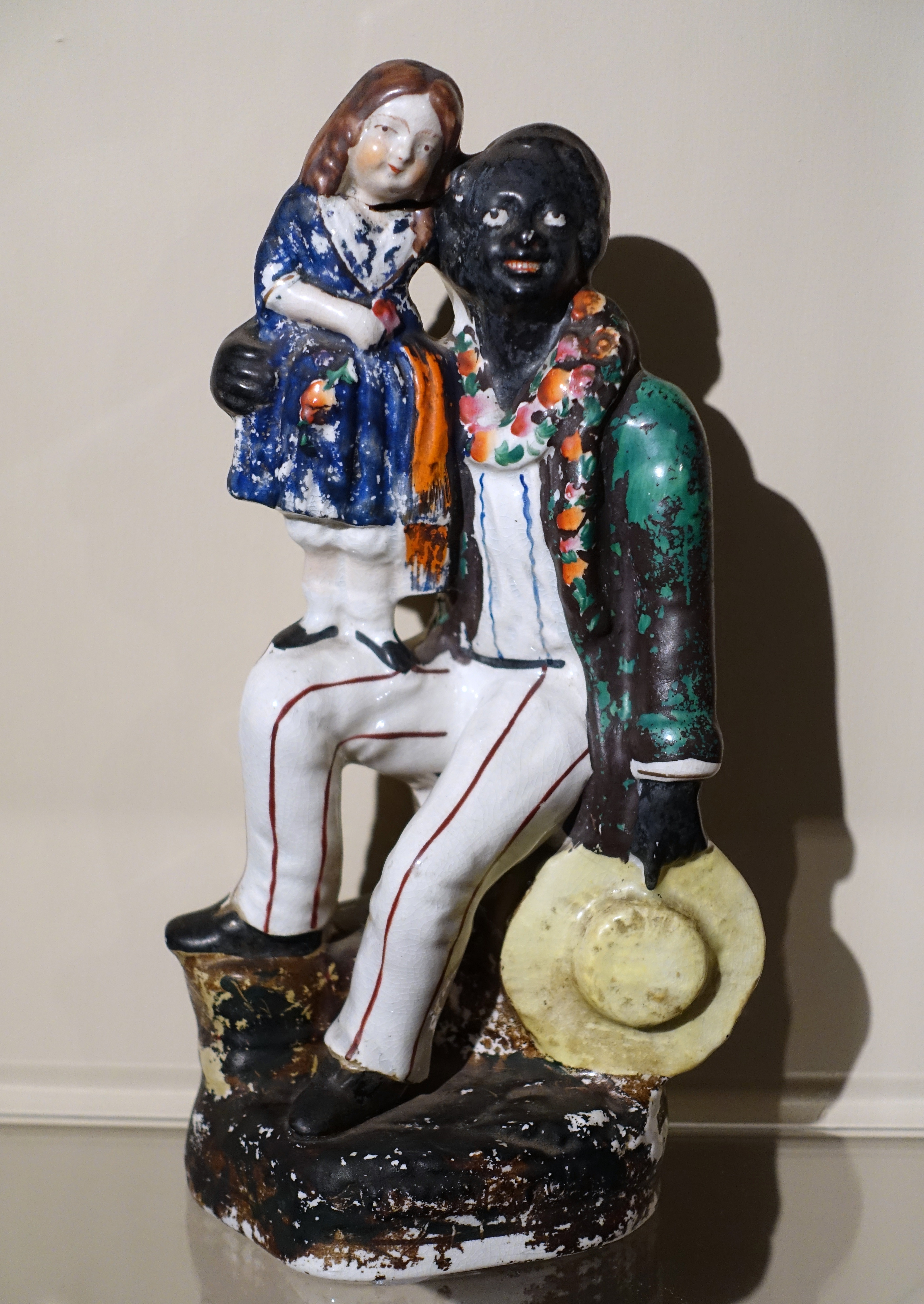
Onkel Tom und Eva. Szene aus Onkel Toms Hütte, bemalte Keramik, England ca. 1855–1860. Concord Museum, Concord (Massachusetts).

Die Entstehung und Pflege einer sentimentalen Häuslichkeit im Viktorianischen Zeitalter, wie sie sich in William Thackerays Roman (Vanity Fair, 1847/48) spiegeln, wird als Versuch gewertet, eine enge Beziehung zwischen inneren Gefühlen und moralischem Handeln zu konstruieren. Vor allem sollten romantische Liebesbeziehungen und Heiraten aus der expandierenden Sphäre des kapitalistischen Marktes herausgehalten und durch den Schleier der Rührung verhindert werden, dass die Heirat nur als eine kapitalistische Form des Austauschs unter anderen angesehen wird.
Für die sentimentale Tradition der US-Literatur, in der das körperliche und seelische Leiden der anderen in den Vordergrund rückt, steht beispielhaft Harriet Beecher Stowes Uncle Tom's Cabin (1852). Die sentimentale New-Age-Literatur des 20. Jahrhunderts bietet Selbsthilfe bei eigenem psychischen Leiden an.
Seit Ende des 19. Jahrhunderts kam es zu einer noch massiveren Abwertung der Sentimentalität, so bei Josef Kohler, der Sentimentalität mit unwahren oder vorgespiegelten Gefühlen identifiziert und als „pathologische Folge dürftiger Tatenlosigkeit und des Unvermögens [...], sich in der Welt und ihrem Reichtum zurechtzufinden“ ansieht.
Die Skandinavistin Sophie Wennerscheid weist auf die enge Verknüpfung von Sentimentalität und Grausamkeit in der modernen Literatur hin, z. B. bei Knut Hamsun, Hans Henny Jahnn oder Karen Blixen.

## Sentimentalität in der Malerei
In der späten Phase der Aufklärung ging eine Welle der Empfindsamkeit durch Europa, die sich auch in der Malerei niederschlug. An Stelle der Heroen rückte der Alltag der kleinen Leute in den Vordergrund; teils wurde auch Armut verklärend geschildert. Ein Beispiel sind Jean-Baptiste Greuzes sentimentale Malerzählungen.

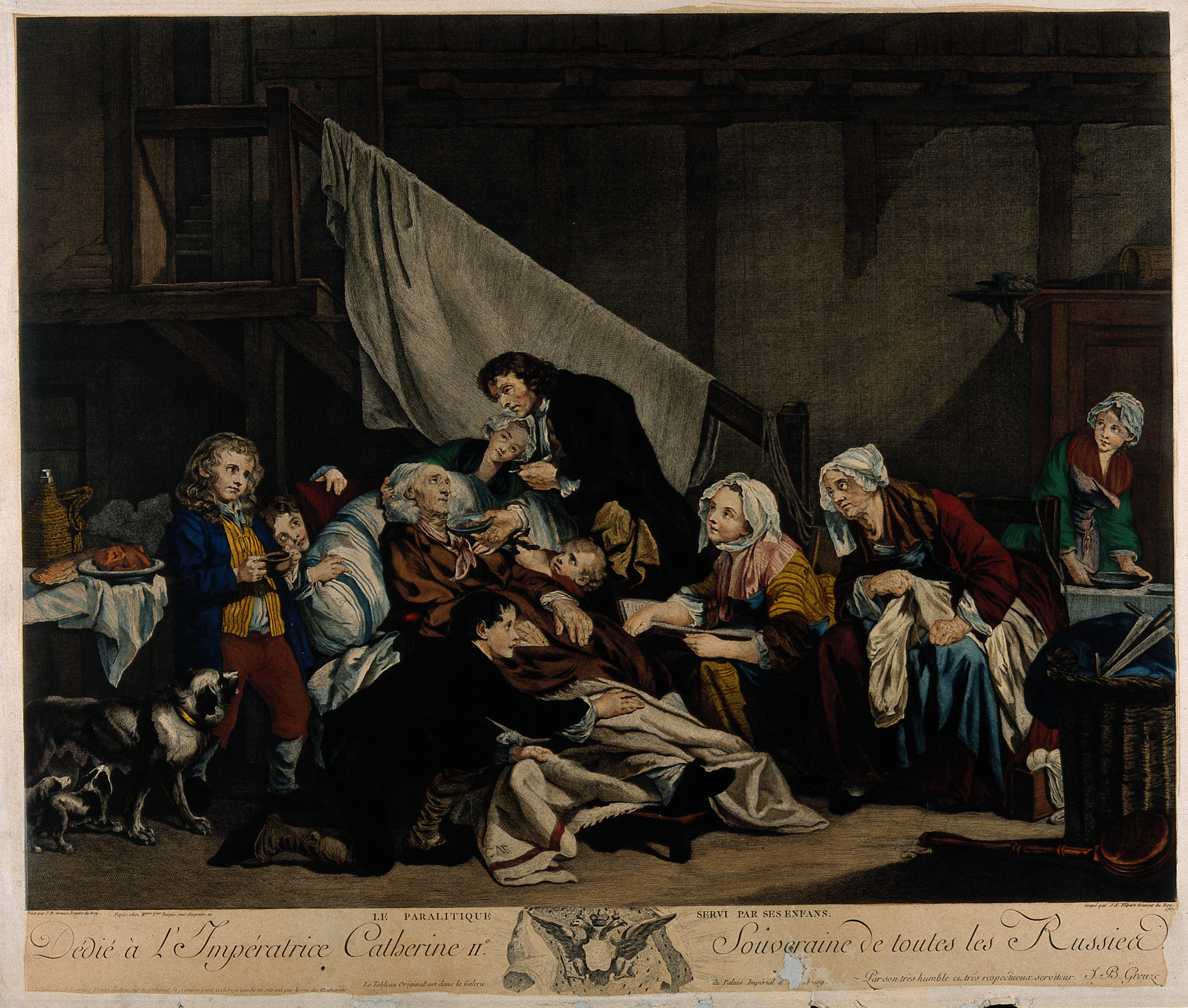
Gelähmter alter Mann. Colorierter Kupferstich von J.J. Flipart (1767) nach Jean-Baptiste Greuze

Die nach den Revolutions- und Napoleonischen Kriegen seit 1815 erneut einsetzende Flucht in die kleinbürgerlich-familiäre Idylle drückte sich in der Malerei durch behagliche Interieurs, Darstellung von Alltagsbeschäftigungen, kindlichem Spiel und unheroischen Personendarstellungen aus. Diese später als Biedermeier bezeichnete Epoche ist von einem rührend sentimentalen Ausdruck geprägt wie z. B. in den Werken von Carl Spitzweg (1808–1885).

## Sentimentalität in der Popularkultur
Konstituierenden Charakter hat Sentimentalität in vielen Formen von Schlager, Trivialliteratur, Schnulze oder Kitsch. Kitsch sentimentalisiert eigene Erlebnisse; er wird bewusst von Konsumenten bzw. Lesern gewählt, aber auch durch „massives und bewußtes Marktkalkül“ der Konsumindustrie verbreitet. Die Trivialliteratur „folgt den Mustern des Märchens und entspricht damit ursprünglichen Bedürfnissen“. Diese Formen der Unterhaltungskunst fördern eine permanente feelgood- oder feel right-Stimmung und fördern damit den Eskapismus. Eva Illouz sieht eine Tendenz zur Emotionalisierung und Sentimentalisierung des Konsums insgesamt, während das emotionale Subjekt im Alltag immer ökonomischer verfährt.

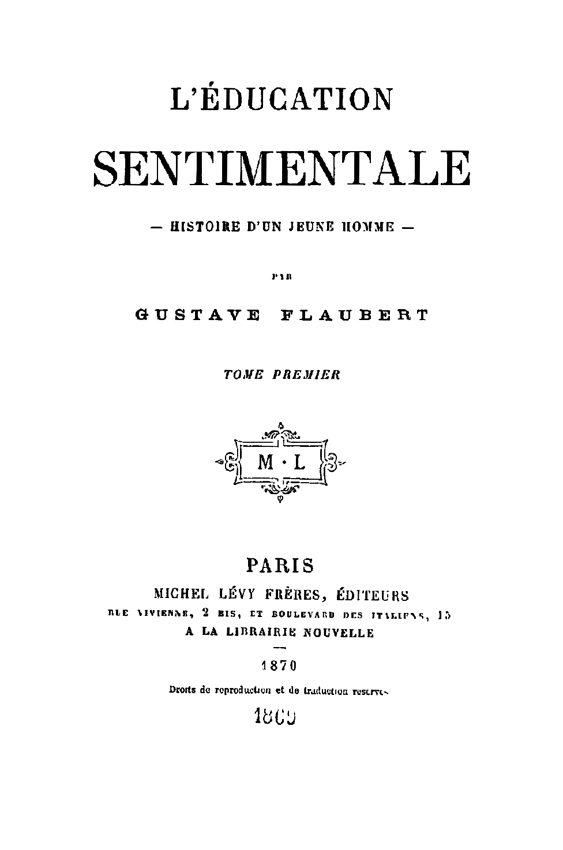
Titelseite von L’Éducation sentimentale von Gustave Flaubert (1869)

## Sentimentale Liebe
Als sentimentale Liebe bezeichnet man einen Zustand, in dem die Liebe nur in der Phantasie und nicht in einer konkreten Beziehung mit einem anderen Menschen erlebt wird. Man findet sie in den Formen der „Ersatzbefriedigung, die der Konsument von Liebesfilmen, von Liebesgeschichten in Zeitschriften und von Liebesliedern erlebt. Alle unerfüllten Sehnsüchte nach Liebe, Vereinigung und menschlicher Nähe finden im Konsum dieser Produkte ihre Befriedigung.“ Sentiment artet in Sentimentalität aus, so Josef Kohler, wenn der Liebende in Tatenlosigkeit versinkt. Als literarisches Beispiel steht der 1869 erschienene, einflussreiche Roman L’Éducation sentimentale von Gustave Flaubert.